# Моноимпульсная радиолокация
Моноимпульсная радиолокация — метод измерения радиолокационной станцией (РЛС) угловых координат объекта, основанный на использовании зависимости амплитуды или фазы отражённых им сигналов, одновременно принятых по нескольким пространственным каналам, от направления прихода волн и в связи с этим называемый по-другому многоканальным. Исторически сложившееся название метода отражает его способность определения направления на объект по одиночному импульсу, хотя аналогичным образом может осуществляться пеленгация и с помощью РЛС непрерывного излучения. Основное преимущество перед одноканальными радиолокационными методами, основанными на коническом сканировании или последовательной обработке нескольких принимаемых импульсов, заключается в более высокой точности измерений.

## История
Моноимпульсная РЛС впервые построена под руководством американского физика Роберта Морриса Пейджа в Исследовательской лаборатории ВМС США (NRL) в 1943 году. Дорогостоящее, трудоёмкое и малонадёжное устройство применялось только когда требовалась точность пеленгации, которая оправдывала его стоимость. Позднее моноимпульсные РЛС использовались для наведения ракеты MIM-3 Nike Ajax, в которой требовалась очень высокая точность командного наведения. Для полуактивного самонаведения ракеты моноимпульсный метод впервые применён на ракете MIM-23B ЗРК HAWK. Моноимпульсные РЛС сыграли важную роль для космических аппаратов, использовались в системе управления огнём Mk 74 корабельного зенитного ракетного комплекса Tartar.
В СССР моноимпульсная радиолокация использовалась, например, в самонаведении ракеты воздушного боя Р-23Р, для обеспечения связи со спутниками-ретрансляторами «Альтаир» и для управления полётом орбитальной станции «Мир», в 1988 году — для обеспечение связи при полёте орбитального корабля «Буран». Точность наведения антенны на спутник-ретранслятор составляла 20′. Наведение антенны на спутник-ретранслятор в широком диапазоне углов обеспечивалось использованием многоступенчатого пеленгатора.

## Виды моноимпульсных систем
Основными элементами моноимпульсных РЛС являются угловой датчик и угловой дискриминатор. Угловой датчик предназначен для извлечения угловой информации из принятого сигнала и в зависимости от способа пеленгования может быть 3 типов: амлитудным, фазовым или амплитудно-фазовым. Угловой дискриминатор выполняет сравнение принятых каналами углового датчика сигналов. По виду используемого в нём информативного параметра также различают 3 типа дискриминаторов: амплитудный, фазовый и суммарно-разностный. В зависимости от комбинации типов углового датчика и углового дискриминатора возможны 9 классов различных моноимпульсных систем. Наиболее часто используемыми на практике являются 4 из них: амплитудно-амплитудная, фазово-фазовая, амплитудная суммарно-разностная и фазовая суммарно-разностная.
Процесс определения углового положения цели в угловом дискриминаторе сводится к выделению вещественной функции отношения сигналов в каналах приёмника, однозначно связанной с углом прихода волнового фронта. Эта функция {\displaystyle S(\theta )} называется пеленгационной характеристикой. Для успешного определения направления на цель она должна удовлетворять следующим условиям:
- являться нечётной функцией угла прихода сигнала;
- обладать линейностью при малых отклонениях цели от равносигнального направления (такого направления, получение сигнала с которого вызывает одинаковые сигналы в каналах углового датчика). При этом для количественного описания скорости изменения сигнала на выходе дискриминатора вводят понятие крутизны пеленгационной характеристики:

{\displaystyle \mu =\left\vert {\frac {dS(\theta )}{d\theta }}\right\vert _{\theta =0}}. Крутизна определяет пеленгационную чувствительность системы: чем больше значение μ, тем меньшая величина углового отклонения цели может быть зарегистрирована.
В зависимости от типа углового дискриминатора для образования пеленгационной характеристики может использоваться мультипликативная функция угла
{\displaystyle r(\theta )={\frac {{\hat {E}}_{1}(\theta )}{{\hat {E}}_{2}(\theta )}}} (для амплитудного или фазового дискриминатора)
либо аддитивная
{\displaystyle r(\theta )={\frac {{\hat {E}}_{1}(\theta )-{\hat {E}}_{2}(\theta )}{{\hat {E}}_{1}(\theta )+{\hat {E}}_{2}(\theta )}}} (для суммарно-разностного дискриминатора),
где
{\displaystyle {\hat {E}}_{1}(\theta )}, {\displaystyle {\hat {E}}_{2}(\theta )}— комплексные амплитуды сигналов на выходах каналов углового датчика.
Число приёмных каналов моноимпульсной системы определяется количеством одновременно обрабатываемых сигналов и при пеленгации в одной плоскости равно 2. При пеленгации в 2 плоскостях число каналов может равняться 3 (для суммарно-разностных систем — один суммарный и два разностных) или 4.

### Системы с амплитудным пеленгованием
В каждой координатной плоскости такой системы формируются 2 луча, отклонённых от равносигнального направления на угол {\displaystyle \theta _{0}}.
Пусть на вход системы поступает отражённый сигнал от цели
{\displaystyle {\hat {E}}(t)=E_{m}e^{i{\omega }t}},
тогда при отклонении цели от равносигнального направления на угол θ принятые лучами сигналы будут определяться выражениями:
{\displaystyle {\hat {E}}_{1}(t,\theta )=E_{m}F(\theta _{0}-\theta )e^{i{\omega }t}},
{\displaystyle {\hat {E}}_{2}(t,\theta )=E_{m}F(\theta _{0}+\theta )e^{i{\omega }t}},
где
{\displaystyle F(\theta )} — значение диаграммы направленности антенны.
При нахождении цели на равносигнальном направлении значения сигналов будут одинаковы.

#### Амплитудно-амплитудная система
В амплитудно-амплитудной системе каждому лучу соответствует свой независимый приёмный канал. Характерной особенностью такой системы является наличие логарифмических усилителей в тракте приёмника.
После преобразования по частоте, усиления на промежуточной частоте и амплитудного детектирования сигналы на выходе каналов будут иметь вид:
{\displaystyle u_{1}(\theta )=\ln[k_{1}E_{m}F(\theta _{0}-\theta )]},
{\displaystyle u_{2}(\theta )=\ln[k_{2}E_{m}F(\theta _{0}+\theta )]},
где {\displaystyle k_{1}}, {\displaystyle k_{2}}— коэффициенты передачи каналов.
Угловой дискриминатор представляет собой схему вычитания, на выходе которой имеем:
{\displaystyle S(\theta )=\ln {\frac {k_{2}F(\theta _{0}+\theta )}{k_{1}F(\theta _{0}-\theta )}}}.
При идентичности приёмных каналов ({\displaystyle k_{1}=k_{2}}), линейности пеленгационной характеристики и малости углового отклонения цели
{\displaystyle S(\theta ){\approx }\ln {\frac {1+\mu \theta }{1-\mu \theta }}{\approx }2\mu \theta }.
Таким образом, разность амплитуд принятых сигналов однозначно определяет угол отклонения цели от равносигнального направления, а знак этой разности характеризует направление смещения цели относительно равносигнального направления.
Недостатком такой системы является необходимость поддержания высокой идентичности логарифмических амплитудных характеристик в каналах.

#### Амплитудная суммарно-разностная система

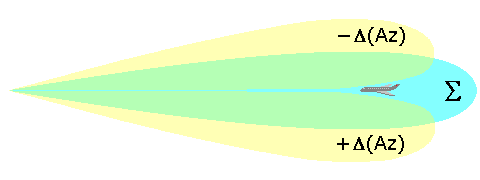
Основной принцип работы амплитудной суммарно-разностной моноимпульсной системы заключается в формировании в антенне РЛС суммарных и разностных диаграмм направленности

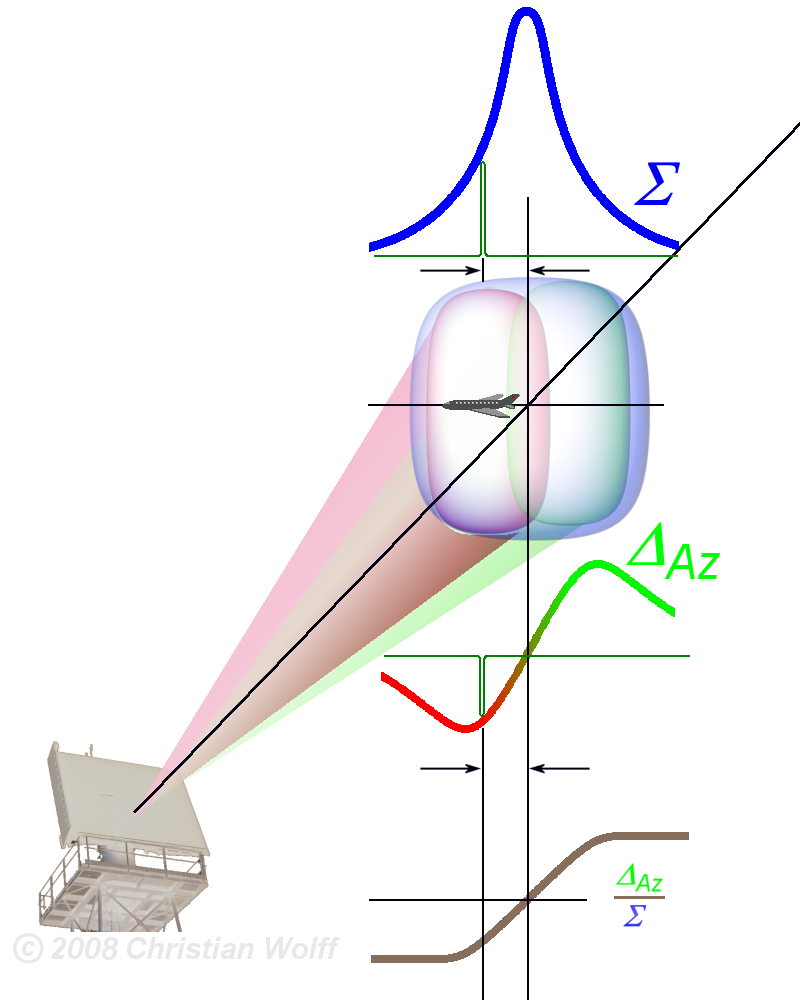
Луч антенны моноимпульсной амплитудной суммарно-разностной системы с суммарной и разностными диаграммами

Характерной особенностью суммарно-разностных систем является формирование суммарного и разностного сигналов с помощью волноводного или микрополоскового преобразователя. Сигналы на выходе такого преобразователя в условиях линейности пеленгационной характеристики и малости углового отклонения цели имеют вид:
{\displaystyle {\hat {u}}_{\Sigma }(t,\theta )={\hat {E}}_{1}(t,\theta )+{\hat {E}}_{2}(t,\theta ){\approx }E_{m}F(\theta _{0})e^{i{\omega }t}},
{\displaystyle {\hat {u}}_{\Delta }(t,\theta )={\hat {E}}_{1}(t,\theta )-{\hat {E}}_{2}(t,\theta ){\approx }E_{m}F(\theta _{0})\mu {\theta }e^{i{\omega }t}}.
Суммарный сигнал используется как опорный при нормировке разностного. Нормировка позволяет устранить влияние временных флуктуаций сигнала на конечный результат. Кроме того, суммарный сигнал используется при обнаружении цели на фоне помех, определении её дальности и скорости.
В качестве углового дискриминатора выступает фазовый детектор, сигнал на выходе которого
{\displaystyle S(\theta )={\frac {{\hat {u}}_{\Delta }}{{\hat {u}}_{\Sigma }}}{\approx }\mu \theta }.
Суммарно-разностный угловой дискриминатор менее требователен к идентичности характеристик приёмных каналов и потому находит более широкое применение.
Трёхканальная амплитудная суммарно-разностная система, содержащая два разностных канала (для азимутальной и угломестной плоскостей пеленгования соответственно) и суммарный, общий для обоих плоскостей, является наиболее широко используемой.

### Системы с фазовым пеленгованием
При фазовом пеленговании направление на цель определяется сравнением фаз сигналов, принимаемых двумя антеннами. Поскольку расстояние между антеннами много меньше дальности до цели, принимаемые антеннами сигналы практически одинаковы по амплитуде, но различаются по фазе, если цель находится не на равносигнальном направлении, в силу разницы хода лучей
{\displaystyle \Delta \varphi ={\frac {2{\pi }d\sin \theta }{\lambda }}},
где
d — расстояние между антеннами,
θ — угол между равносигнальным направлением и линией визирования цели,
λ — длина волны.
На выходах каналов углового датчика появятся следующие сигналы:
{\displaystyle E_{1}(t,\theta )=E_{m}F(\theta )e^{i({\omega }t+{\tfrac {\Delta \varphi }{2}})}},
{\displaystyle E_{2}(t,\theta )=E_{m}F(\theta )e^{i({\omega }t-{\tfrac {\Delta \varphi }{2}})}}.

#### Фазово-фазовая система
После преобразования сигнала в одном из каналов, заключающегося в добавлении фазового сдвига {\displaystyle {\frac {\pi }{2}}} для обеспечения равенства нулю выходного сигнала при совмещении равносигнального направления с направлением на цель, угловой дискриминатор в виде фазового детектора формирует мультипликативную функцию сигналов каналов приёмника, выполняя их умножение и усреднение. На выходе сигнал при этом следующий (с точностью до постоянного множителя):
{\displaystyle S(\theta )\thicksim \sin \Delta \varphi =\sin {\frac {2{\pi }d\sin \theta }{\lambda }}},
то есть при малых отклонениях цели от равносигнального направления пропорционален этому отклонению.
Недостатком фазового углового дискриминатора является большая зависимость точности пеленгования от степени идентичности фазовых характеристик каналов приёмника и их стабильности.

#### Фазовая суммарно-разностная система
Преобразования, выполняемые в фазовой суммарно-разностной системе над выходными сигналами антенн, сводятся сначала к получению суммарного и разностного сигналов по аналогии с амплитудной суммарно-разностной системой, затем к осуществлению над ними операций, аналогичных выполняемым в фазово-фазовой системе над сигналами приёмных каналов. На выходе фазового детектора с точностью до постоянного множителя получается следующее:
{\displaystyle S(\theta ){\thicksim }tg{\frac {\Delta \varphi }{2}}=tg{\frac {{\pi }d\sin \theta }{\lambda }}}.

## Антенны моноимпульсных систем

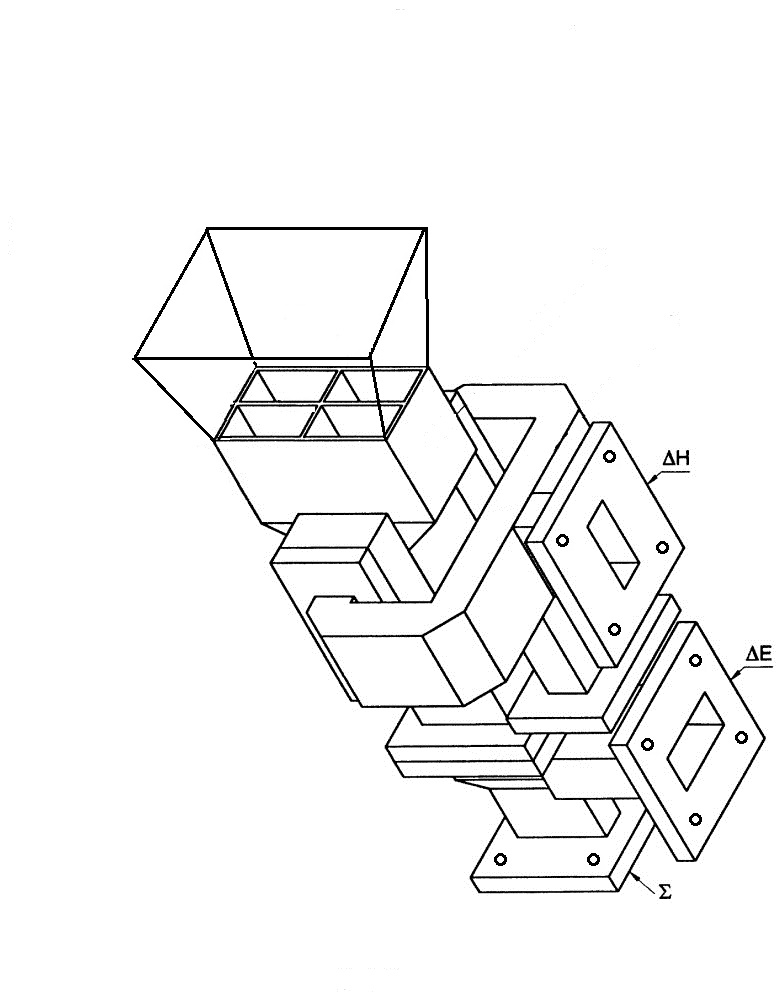
Четырехрупорный облучатель моноимпульсной РЛС

В качестве антенн могут использоваться параболические, линзовые, спиральные, фазированные антенные решётки.
В суммарно-разностных системах для получения суммарного и разностных сигналов используется облучатель, формирующий требуемое амплитудно-фазовое распределение поля для облучения апертуры антенны при передаче и необходимые приёмные диаграммы в каждом из каналов. Могут применяться рупорные, щелевые, волноводно-вибраторные облучатели. Простейшим является 4-рупорный облучатель, обеспечивающий синфазное сложение сигналов всех рупоров при формировании суммарного сигнала и противофазное для верхней-нижней и левой-правой пар рупоров при формировании разностных. Его недостатками являются низкая пеленгационная чувствительность вследствие широкой диаграммы направленности облучателя и высокие боковые лепестки. Дальнейшим развитием 4-рупорного являются 8-рупорный и 12-рупорный облучатели. В них суммарный сигнал по-прежнему формируется теми же четырьмя центральными рупорами, а для получения разностных добавлены дополнительные боковые пары рупоров. Находят применение также волноводно-рупорные облучатели с использованием нескольких типов волн — многоволновые облучатели. Простейший облучатель такого типа представляет собой свёрнутый в магнитной плоскости двойной волноводный тройник.
В фазированных антенных решётках с фидерным питанием для формирования парциальных ДН используются диаграммообразующие схемы.

## Преимущества
В системах конического сканирования точность указания цели по углу составляет порядка 0,1 градуса, моноимпульсные радары улучшают точность в 10 раз, а усовершенствованные радары, такие как AN / FPS-16, добиваются точности до 0,006 градусов. Это точность соответствует около 10 м на расстоянии 100 км. Чтобы подавить такую систему, сигнал помех должен повторять поляризацию сигнала, а также время его излучения, что достаточно затруднено.
В отличие от локаторов с коническим сканированием, в которых луч сканирует и на передачу и на приём, что вызывает двойную паразитную амплитудную модуляцию, в моноимпульсных РЛС направление на цель полностью определяется по приёмной диаграмме направленности, при этом передающая остаётся такой же, как и у обычного импульсного локатора. Это также позволяет увеличить мощность сигнала, излучаемого в равносигнальном направлении.

## Применение
К настоящему времени, в связи со снижением стоимости и повышения надёжности систем моноимпульсной радиолокации, они используется в большинстве современных РЛС слежения (МВРЛ Аврора, СВК, Крона, станции сопровождения комплексов Кроталь, Roland, Patriot, С-300, С-400, Бук, Тор, Тор-М1, Панцирь, Зоопарк, Shahine, Skyguard-Sparrow, наземные РЛС сопровождения AN/FPQ-6, AN/TPQ-18, AN/MPS-36) и для самонаведения многих типов ракет.